# 神話

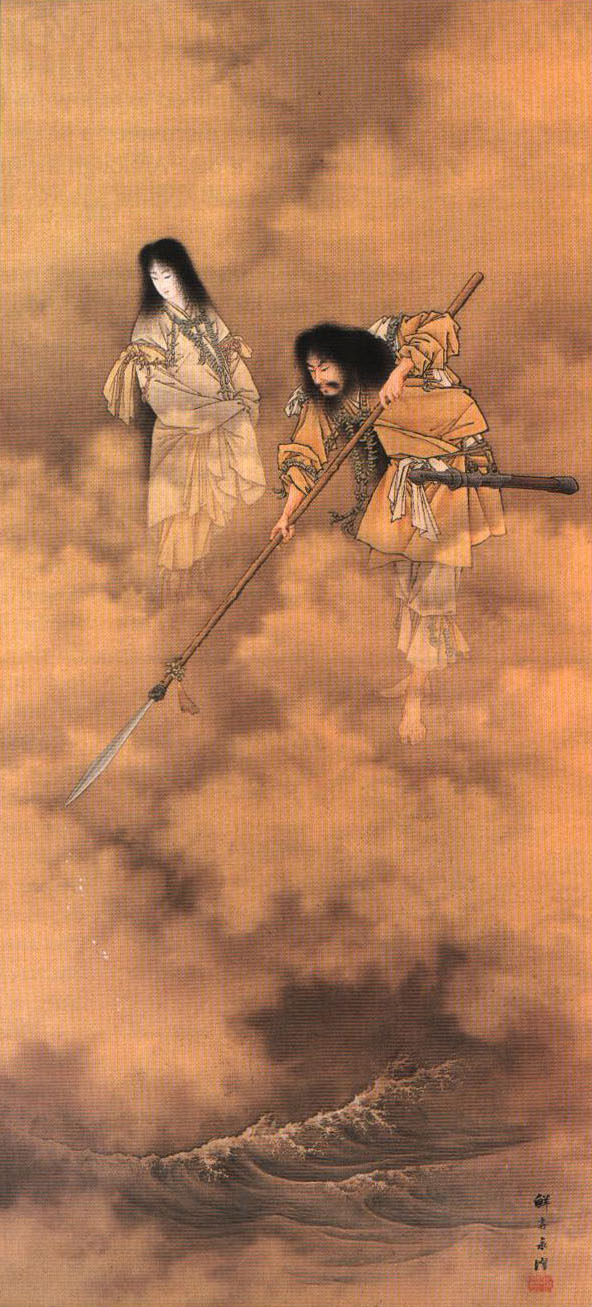
日本神話のイザナギとイザナミの国産み。創造神話の典型。

神話（しんわ、英: Myth、Mythology）は、人類が認識する自然物や自然現象、または民族や文化・文明などさまざまな事象を、世界が始まった時代における神など超自然的・形而上的な存在や文化英雄などとむすびつけた一回限りの出来事として説明する物語であり、諸事象の起源や存在理由を語る説話でもある。このような性質から、神話が述べる出来事などは、不可侵であり規範として従わなければならないものとして意義づけられている。
英語のMythology（ミソロジー）には「物語としての神話」と「神話の研究」のふたつの意味がある。例えば「比較神話学」（comparative mythology）は異なる文化圏の神話を比較研究する学問であり、一方で「ギリシア神話」（Greek mythology）とは古代ギリシアの神話物語の体系を指す。単語「myth」は口語にてしばしば「誤った根拠」を指して使われるが、学問的に使われる場合は、その真偽を問うことは無い。民俗学では、神話とは世界や人類がいかにして現在の姿となったかを説明する象徴的な物語と定義されるが、他の学問分野では単語「myth」の使い方が異なり、伝統的な説話を広く包括する意味合いを持たせている。

## 神話の本質

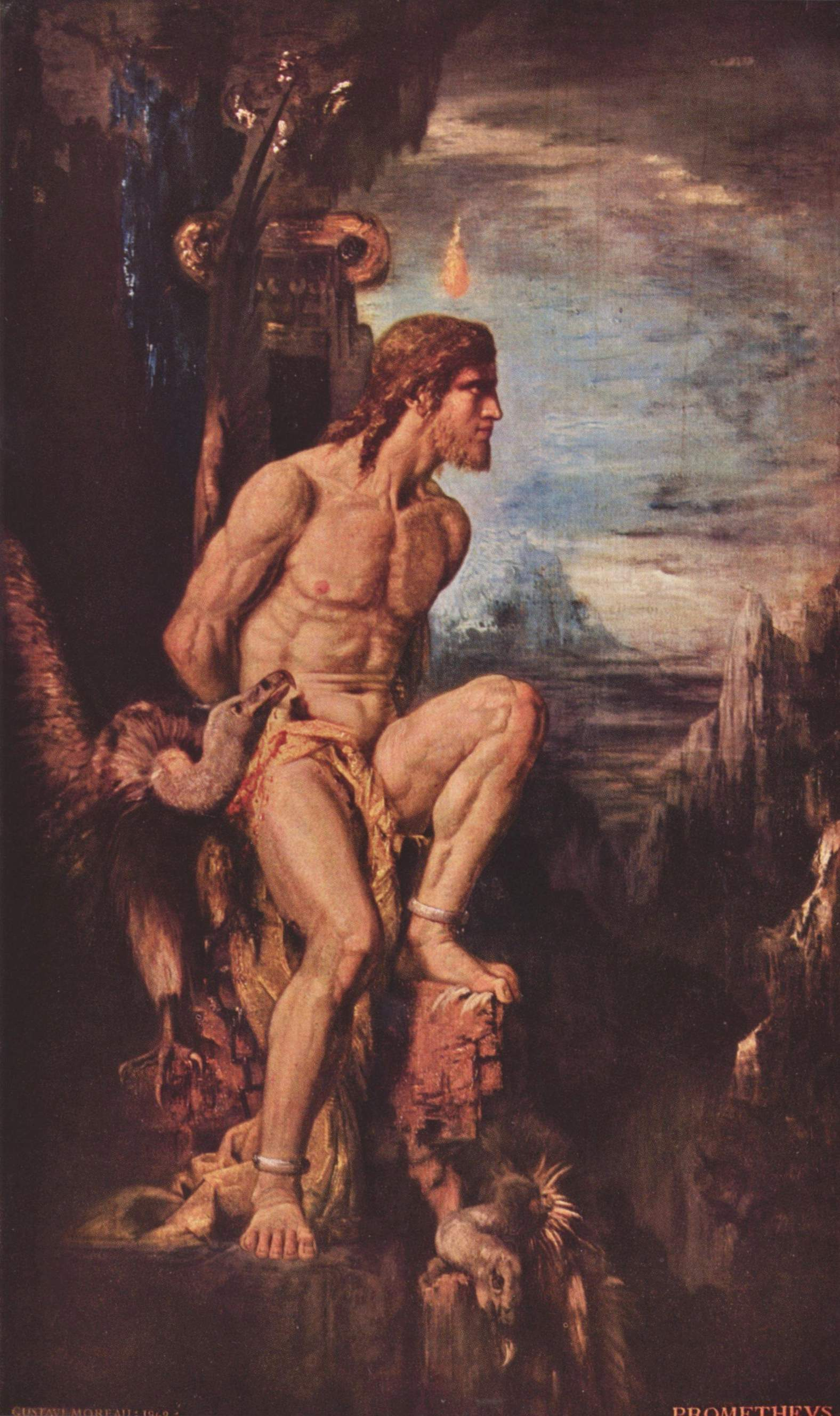
ギュスターヴ・モロー1868年作『プロメテウス』。最初のプロメテウス神話はヘシオドスの証言にあり、それはアイスキュロスの筆と思われる悲劇的な三部作形式に纏められた。神話の共通テーマ「火」を代表する物語である。

### 典型的な特徴
神話の主要登場人物は神や超自然的なヒーローが多い。支配者や聖職者は神話を神聖なものとして是認し、宗教と密接に関係させることがあり、そのような社会では神話は遠い昔の「真実の物語」とみなされる。実際に、多くの社会では古い物語を二つに、すなわち「実話」として語る神話と、「嘘の話」である寓話とに区分している。神話は一般的に、世界が現在の形をなす前の根源的な時代のことを描写し、そこで世界がどのようにして今の有り様となったか、そしてさまざまな習慣や社会組織、さらに禁忌がどうして成り立ったかを説明する。

### 伝説・昔話
神話はストーリーを持つ物語の形式で、人間を取り巻く様々なものについての過去の出来事を語る。このようなモチーフは伝説や昔話でも扱われるが、これらと神話とは密接に関連するものの学問用語として明瞭に区分されている。
神話は始原的な出来事を伝えるものに対し、伝説・昔話は過去のある時点の出来事について語られる。また、単一の事象を伝える点では神話と伝説は似ており、伝説は神話同様真実を伝える物語と受け取られるが、基本的に固有名詞を持つ人物を主人公とし、その活躍した場所も限定され、時代も世界がほぼ現在のように様相が固まった後を舞台とするため歴史的記載に近く、神話のような広い対象の根源になるものではなく、神聖的性格も帯びてもいない。主人公も神話のような神や超人ではなく、あくまで人間が主役となっている。
昔話は異なる時と場所で何度か起こった出来事の典型を表す話であり、真実を表現したものではないか、もしくは神聖な物語ではないものと認識される。例えば『桃太郎』も、鬼退治はどこでも起こりうる争乱の数ある一つと捉えることが出来るため、神話とも伝説とも異なる性格を持つ。
神話・昔話・伝説の3つは伝統的な古い説話を区分する手段に用いられるが、これを物語る各文化では必ずしも厳密な線引きが出来ている訳ではない。文化圏によっては神話と伝説に明瞭な差異を持っていないところもあれば、ひとつの同じ説話についても、ある集団はそれを真実と捉えてそれゆえ神話と考え、別の集団は虚構と捉えてそれは昔話と考えるような場合もある。神話が宗教の一部に組み込まれたような状態では昔話的な特徴が強調されて、登場人物も人間の英雄や巨人や妖精などへ再解釈されてしまう。
ただし神話・昔話・伝説は伝統的な古い説話を分類するほんの一部分でしかなく、これら以外にも逸話やジョークのようなものもある。さらには古い説話そのものも民俗学の一分野でしかなく、他にも舞踊や伝統装束、音楽など多岐に渡る。

## 神話の起源

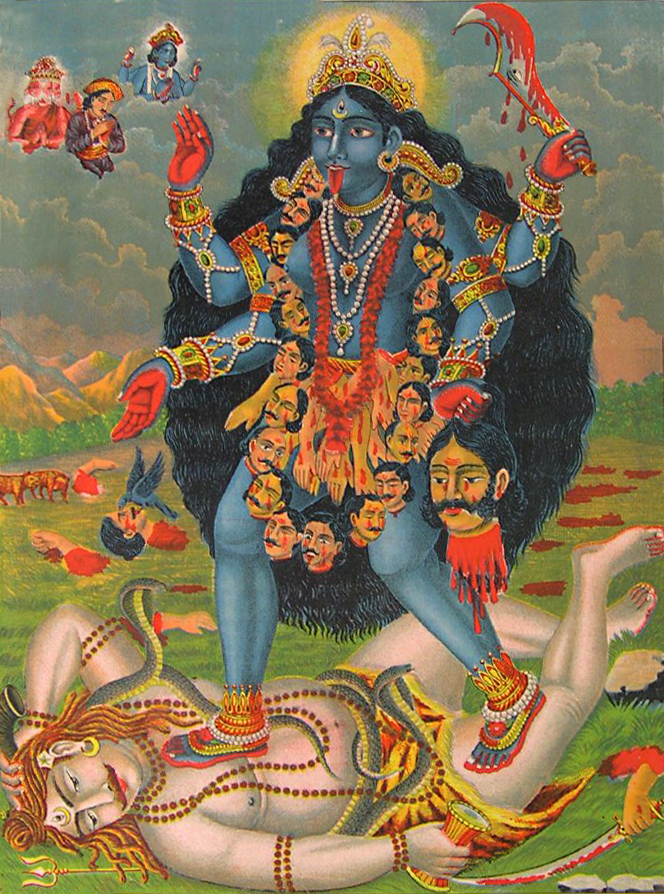
インド神話の女神カーリー。松村は、男性側観念から見た女性の暗い面としてドゥルガーから分離したものとみなす。沖田瑞穂の「インドの女神小事典」には、もともと別個の神格であったとの考えが示される。

### 父権制の成立と神話
神話と墳墓のシンボルとの関係を調べたJ・J・バッハオーフェンは、20世紀以降に科学的見地から乱婚や母権制といった古代社会に対する見方を批判されることになるが、1861年の著作『母権制』にて神話は母権制社会が父権制へ変遷する過程で構築されたと論説した。その段階を、初期の乱婚制母系社会から一夫一妻制を経て大地母神・デーメーテール型の母権へと変わり、やがて古代ギリシア・ローマを典型とする父権優位型神話体系が成立したと述べた。これは根底に、母親は自ずと母親たりえるが、父親がアイデンティティを持つには説明が不可欠で、この説明のために神話が創られたとしている。
神話学者の松村一男によると、この背景が影響して神話の女神や女性に見られる性質には、男性側の観念を反映した要素がある。ひとつはギリシアのアルテミスやインドのドゥルガーのような豊穣がある。ただしそこには、単に恵みをもたらすのみならず、全てを呑み込むような過剰な部分も併せ持つ。他にも処女と母親という相反する性質の同居があり、日本のアマテラス、ギリシアのアテーナー、そしてキリスト教の聖母マリアらがこの例に当たる。これらは男性が女性に抱く理想を反映し、後に難解な理論づけをしたものという。

### エウヘメリズム
ひとつの理論として、神話とは歴史的な出来事が歪められて説明されたものという考えがある。これによると、語り部が歴史的な出来事を繰り返し何度も詳述するうちに、登場人物が神格化され神話が成立したという。例えば、風の神アイオロスの神話は、ある王が臣下に帆を使い風を読むよう命令した故事が発展したものという解釈がある。紀元前5世紀のヘロドトスとプロディコスも同様の主張をしており、このような考え方は紀元前320年頃の小説家で、ギリシア神話の神々は人間の伝説が変化したものと主張したエウヘメロス(en)にちなみエウヘメリズムという。

### 寓話
神話は寓話を元にしているという説がある。それによると、アポローンは火、ポセイドーンは水といった具合に自然現象を扱う寓話が神話に変化したという。また哲学的概念や霊的概念を表す寓話を元にした神話もあり、例えばアテーナーは賢明な判断、アプロディーテーは願望を示すという。19世紀のサンスクリット文献学者のフリードリヒ・マックス・ミュラーは神話の寓話的理論を纏め、当初神話は自然を語る寓話として形成されたが、やがて文字通りに解釈するようになったと主張した。例えば、「raging」という表現は元々は海が「荒れ狂う」ことを表現していたが、これがやがて海を司る神の「激怒する」性格を現すようになったと言う。

### 擬人化
いくつかの考察によれば、神話は無生物や力の擬人化という説もある。それによれば、古代の崇拝は炎や空気などの自然現象に向けられ、徐々にこの信仰対象が神に変化したという。例えば、神話的思考論(en)によれば古代人は何を見るにしても単なる物ではなく人格を帯びているという見方を持っていたという。したがって自然現象はそれぞれの神の所業であると考え、その思考が神話形成へ繋がったと主張している。

### 神話と儀式の関係
儀式との関連を解説した神話‐儀式理論の極端な説では、神話とは儀式を説明するために作られたという。聖書学者のウィリアム・ロバートソン・スミス(en)によって提唱されたこの主張では、古代人が何らかの目的を持って儀式を始めた時には神話とは何ら関係が無かった。しかし時が過ぎ元々の目的が忘れ去られたときに、人々はなぜ儀式を行うかを説明するために神話を創り出し、それを祝するためという理由で儀式を行うようになったという。人類学者のジェームズ・フレイザーも似通った説を唱え、古代人の信仰は人智が及ばぬ法則を信じることで始まり、やがてそのような感情を失ってしまった際に神話を創り出し、それまで行っていた魔術的な儀式を、神を鎮める儀式にすりかえたと主張した。
しかし現在では、神話と儀式の関係には普遍的な判断をつけずそれぞれの民族ごとに判断すべきという意見で一致している。儀式が先行し後に神話が作られたというフレイザーらの説を立証する証拠はほとんど見つからず、逆にアメリカインディアンのゴースト・ダンスの例のように神話が先行して存在し、儀式は神話の補強として発達する例が多い。

### 神話の変化や統合
民族や文化を単位に生まれる。古代、小規模であったこれらの単位は征服や統合を通じて集合し、やがては国家単位の大きな統一的文化・文明へと発展した。これに伴い神話も段階的にまとまり、体系付けられた。松村武雄はこれら神話の統合された構成について、「横に展開」と「縦に展開」とに分類し、前者の例としてギリシア・ゲルマン・ケルトなど西ヨーロッパの神話が網のように存在する状態を示し、後者の例として日本の天孫系神話を挙げている。
中国の神話はこのような体系化がなされず断片的・孤立的なところを特徴とするが、個別の神話の中には三皇五帝に見られる3つの異なる大洪水があるように「横に展開」や「縦に展開」に相当する箇所もある。これらは、神話が固定化した時期に当該地域がどのような政治的・文化的な体系を成していたかが影響し、中国は例外的に神話が統合されない傾向にあった可能性が考えられる。

## 神話の役割

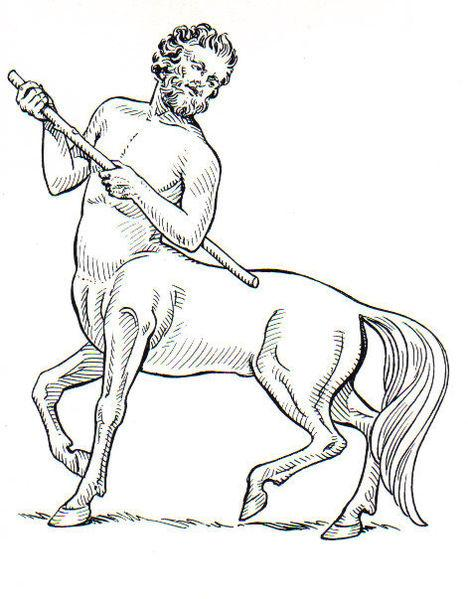
ケンタウロス。獣性と人間性がせめぎ合う象徴。

担う役割のうち最も重要なものは、行動規範を定めることにある。神話の中で語られる象徴は、時に道徳的な解説を含む出来事の結果を示す場合がある。人間と動物の特徴を合わせ持つような登場人物はまさに人間の典型として描き出される。例えばケンタウロスは人間男性の上半身と馬の下半身を持つが、人間部分は合理性を象徴し、動物部分は野性的本能を表す。この特異な姿は、人間心理が動物的本能に脅かされる状態を意味する。この例は、神話の価値は文化的または精神的な根拠の臆説を述べる点にあるだけでなく、道徳的な解釈が成り立つ象徴群を描写するところにもある。その時には必ずしも神の説話を登場させる必要は無く、何らかの概念を具現化する象徴が示されれば良い。例えば、ギリシア神話では鳩は「権力」や「肥沃」、犬の悪い意味は「死者」があり、神話概念を引継ぐ詩集『変身物語』では熊は「自然の変化」を象徴する。
近代以前、人生体験は宗教や物語的な宇宙観と密接に関係し、切り離すことができなかった。それは、当時の宗教とは「入信するもの」ではなく、人生のすべての面において存在し、宗教や物語的宇宙観は人生そのものを構築していたことを示す。この時代、神話はいわゆる「宗教的な体験」を提供する一翼を担った。神話物語は人を現実社会から切り離して神話の時代へ誘い、神聖なるものに触れる機能を持った。事実、神話時代の状況を再現しようと試みる社会も存在し、そこでは現実社会に生きる人間に原初の時代に存在した神の癒しをもたらそうとしている例もある。この背景には、人間の道徳を定義するものではない技術と直面する科学に対して、「宗教的な体験」は過去の徳目への理解に繋がる指向性がある点が挙げられる。
神話の機能では、神話そのものと神話時代の観念とを区分することは重要である。クロード・レヴィ＝ストロースは、神話とは科学と同様に、意識的人間と自然との間にある関係から自ずと導き出されたものと示した。文化は、例えば陰湿な者を蛇に喩えたように、人間のふるまいを表現するために神話学的存在を設けた。それが、時が経つにつれて「蛇男の神話」へと変貌した。しかしながら、神話時代の観念とは、現代的視点からすると紛う方無く虚構であり、人類が神話を編み出す以前のいかなる時間軸上に存在していない。

## 神話の研究
歴史的に神話研究の重要な取り組みは、ジャンバッティスタ・ヴィーコ、フリードリヒ・シェリング、フリードリヒ・フォン・シラー、カール・グスタフ・ユング、ジークムント・フロイト、リュシアン・レヴィ＝ブリュール、クロード・レヴィ＝ストロース、ノースロップ・フライ、ソヴィエト流派、神話‐儀礼理論派らによってもたらされた。本項では、神話解釈のトレンドを解説する。異なる神話の比較検証については比較神話学を参照願う。

### 近代以前の理論
神話の批判的解釈はソクラテス以前の哲学者まで遡ることが出来る。エウヘメロスは初期の重要な神話学者であり、彼は歴史的事実の変質が神話となったと唱えた。プラトンは『パイドロス』にてこれを批判し、この神話学門分野をソクラテスの言として「恐ろしく奇妙でぎこちなく、全く巧妙さが無い」と述べている。より深く包括的な洞察が行われた。例えばサルティウス(en)は神話を5つの種類に分けた。神学的、物理的（または自然の法則との関連）、アニマスティック（または魂との関連）、物質的そしてこれらの混合である。この分類は最終的に2-3に纏め直されたが、この考え方は神話研究の嚆矢となった。
プラトンが『国家』にて詩人が語る神話は教育上害悪だという主張（詩人追放論）を展開した事は有名だが、その一方で多種類の神話を著作中に引用した。その後のプルタルコス、ポルピュリオス、プロクロス、オリュンピオドロス、ダマスキオスらプラトン派の思想家も伝統的な神話やオルペウス神話の象徴を明白に解釈する著述を行った。
ルネサンス期には多神教の神話へ再び関心が向けられ、16世紀には『Theologia mythologica』（1532年）のような神話に関する書籍が著された。

### 19世紀の理論
神話を扱う学究的理論は19世紀後半に提示された。この時代の考えでは神話は失われたり時代遅れであったりする思考として扱われたが、一方で神話は近代科学に相当する原始的な概念という解釈も行われた。研究手段には歴史学、文献学、民族学的手法が持ち込まれた。特にインド・ヨーロッパ語族の比較言語学進展に伴ってこの言語を用いる地域の各神話が研究され、もっぱら言語学的要素を重視した神話研究が進展した。
E.B.タイラーの解釈では、神話とは、人智の及ばぬ自然の法である自然現象を文章として説明する試みだったと言い、それはやがてアニミズムに繋がる無生物に霊魂を見出す古代人の試みと考えられた。テイラーは、このような人間の思考が様々な段階を踏んで神話的な解釈から科学的な考察へ進歩したと主張した。これにはあまり同調する学者はおらず、リュシアン・レヴィ＝ブリュールは「原始的な知性というものは人の精神状態そのものであり、歴史的な発展をする段階などではない」と反駁した。
フリードリヒ・マックス・ミュラーは神話を「言語疾病」と呼び、抽象的表現や中性的に捉える概念が言語上で充分に発達していなかったために創られた、そのため擬人的な何かに語らせたり、自然現象そのものを神のような意思を持つ存在と認識するような手段で概念を捉え言語化したと考えた。ただし今日では、この理論はあまり重要視されていない。
人類学者のジェームズ・フレイザーは、神話とはそもそも自然の法則を誤訳した魔術的な儀式をさらに誤って解釈したものとみなした。彼は、人間は不可思議な事象を客観的な魔術的法則とみなし、それが願望を聞き届けるような性格ではないと判ると自然法則とみなすことを諦め、なにかしらの神が自然を制御していると思うようになり、それが神話への傾倒に繋がったと主張した。この過程において、伝統的に行われてきた儀式を神話の出来事の再現する行動だと再解釈して続けるようになるとも述べた。しかし最終的に人類は、自然とは自然の法則に従っているのだと認識し、そして科学を通じてその法則を見つけるようになり、神話は時代遅れなものへと押しやられてゆくと言い、フレイザーはこの一連の過程を「魔法に発し、宗教を通じて科学へ至る」と表現した。また彼は世界中に数ある神話の部分類似点に着目し、進化論的な普遍化を施した。ただしこれは強引な手法との批判がなされた。
この頃には、科学の発展に伴って神話は近代科学思想の洗礼を受けざるを得なくなった。その結果、神話はそれ自体の信憑性を失うことになった。19世紀後半には社会文化的進化論を基礎に置き、神話は未開状態の習俗から発生したものとみなすアンドルー・ラングなどが現れた。

### 20世紀の理論
20世紀に入ると、前世紀の神話研究における主要な考えであった神話と科学の対立という見方は否定された。一般に、「20世紀の理論は、神話を時代遅れの疑似科学とはみなさない傾向にあり、科学を理由に神話を無視するようなことはしない」と述べてられている。神話研究にも構造主義人類学や心理学からのアプローチが行われた。この潮流は、レオ・フロベニウスなどドイツの民族学者たちが世界中の神話を収集し、分布や文化史上の意義を定めたことが貢献した。

#### 民族学的考察
神話収集に寄与した、ドイツの民族学者らは前時代的解釈に縛られていたが、これを進める役割をアードルフ・イェンゼンが担った。彼は農作物の始原を語る神話の一種「ハイヌヴェレ型神話」と初期栽培民文化の関連性に、さらに儀礼のタイプを考慮に加えてひとつの一貫した世界像を洗い出した。この世界像を基礎に据えて初めて、各神話や儀礼を正確に解釈できるとイェンゼンは主張した。
ヘルマン・バウマンは、イェンゼンと逆の手法で神話を解釈した。彼は各創世神話に見られる宇宙観に着目した。このような世界観を構築するには、それぞれの文化がある程度発達していなければならず、バウマンは過去の研究者が未開状態の人類が創った神話から順を追ったのに対し、高い文化社会の神話を分析の対象とした。これによって、高文化地域の神話が周辺の未開社会へ影響を与えることが明らかとなった。

#### 心理学的考察
スイスの心理学者カール・グスタフ・ユングを筆頭に、世界の神話には背景に心理学的なものがあるという考えを置いた理解も進んだ。ユングは、すべての人間は生まれながらの心理的な力(psychological force)を無意識に共有する（集合的無意識）と主張し、これを「元型」(archetypes)と名づけた。彼は、異文化間の神話に見られる類似性から、このような普遍的な原型が存在することを明らかにできると考え、この元型が表現された一つの形態が神話だと論じた。
ジョーゼフ・キャンベルは、人間心理を洞察した中で、人の生き方に応用できるものを神話から得られると主張した。例えば、キャンベルが主張するところによると神話第一の機能は「神秘な存在に対する畏敬の念を想起させ支持させる」ことにあり、さらに「各個人に自己の精神を現実的に秩序づけるよう導く」ことに役立つと言及した。
ユングやキャンベル同様、クロード・レヴィ＝ストロースも神話は心の有り様を反映したものだと唱えた。ただし彼は、この有り様とは無意識や衝動ではなく明確な精神機構、特に対立する神話素の組み合わせである二項対立があると考えた。
ミルチャ・エリアーデは『神話と夢想と秘儀』や『The Myth of the Eternal Return』の付記に、現代人が感じる不安は神話や神聖なるものの拒絶に帰すると論じた。

#### その他の考察
ハンス・ブルーメンベルクは、神話には「威嚇（Terror）」と「詩情（Poesie）」という互いに背反する二つの機能が対立する構図を取ると分析した。前者は人間社会が有する制度や規範または抑圧などをイメージさせる物語を提示し、それを強制させる機能をいう。後者は生命本来が持つ自然性や原初の話にある自由さを提示し、世界を人間の相似をして認識させ、人間の精神を高める想像をもたらす機能を意味する。ブルーメンベルクはこの二つの機能が対立するのではなく、「距離（Distanz）」を持ちながら共存すると言い、具体的には「威嚇」を感じ取りながらそこから適度に離れた位置で「詩情」を感じ取る構造が神話の特色と言及した。

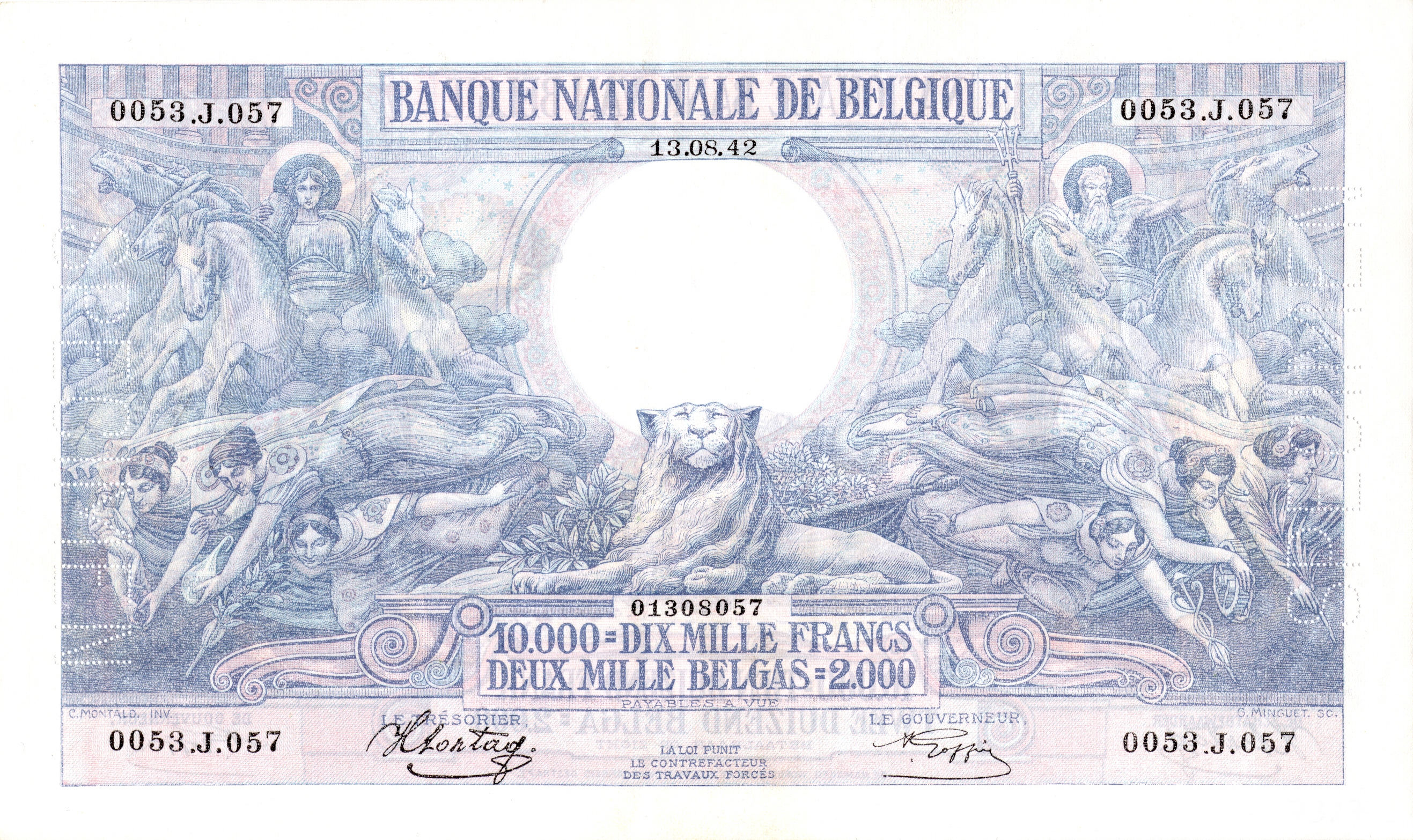
古いベルギー紙幣。ケレース、ネプトゥーヌス、ケーリュケイオンが図柄に使われている。

### 比較神話学
異なる文化における神話を比較する学問を比較神話学という。その主題は各神話の中にある類似性を見つけ出すことにあり、そこから神話に流れる共通の基礎的部分を見出そうとする試みである。この基礎的な部分とは、例えばある同じ自然現象に直面した各民族が意図せず似通った神話を創り出すような場合にありうる、普遍的な発想の源、もしくは多様な神話に分岐する大元の「神話の種」(protomythology)とみなされる可能性がある。
19世紀には、神話解釈において比較神話学的手法が活発になり、その普遍性探求が行われた。しかし現代、このような比較検討の手法には研究者から疑問も提示され、神話の普遍性に囚われるべきではないとの意見もある。この傾向に抗う例のひとつはジョーゼフ・キャンベルの『千の顔を持つ英雄』(en)であり、この中でジョーゼフは、全ての神話上の英雄には基本的に同じパターン（ヒーローズ・ジャーニー）が見られるという。このモノミス(en)理論は神話研究の主流派には認められていない。

### 都市神話または現代神話
近代の文脈において、非常に最近に作られたものにせよ、再度の組み合わせの流れのものにせよ、しかしながら神話の性格を全て有するところの話を人は確かに観察した。人はそれで「都市神話」、またはさらに一般に「都市伝説」について話す。しかしながら現代の神話について、フランス革命もしくは19世紀末期での労働者の意向におけるもののような戦争の叙事詩の類の、信じられない出来事の到来に対するあるいはそれらの出現の分析を与えたものである、哲学者で社会学者のジョルジュ・ソレルの策略を与えるところの意味においても人は話すことを与える。大衆の動員において用いられるところの社会的神話はそれで問題である。20世紀の法廷では、神話はとくに国家の高揚のために、ファシズムによる 宣伝活動における道具のように使われたとされた。今日人は、広告が売り手の神話において顧客に機能することとの評価を与える。現代の神話はすなわちある時は自発的な社会的意志の表明でありまたある時は政治あるいは商業における秩序での操作である。現在の現代社会において、他面では神話はひとつの広告宣伝装置であるのに、それらの能力限界に含みを持たせることが必要なように思われる。

## 「神話」の意味の変化
神話は、古代ギリシアにおいてはミュトスとして伝えられ、ホメーロスの『イーリアス』『オデュッセイア』、ヘシオドスの『神統記』『仕事と日』などのように、霊感を受けた詩人が神々の行為を権力者に語る歌の形式となった。これらは神が人に真実を語る力関係の基、聞き手である強者・男性的価値観に副うようにつくられていた。それに対しロゴスは説明する言葉であり、弱者が強者に使う、多少の嘘を含みながらも説得力を持たせることを目的としていた。
これが、現在用いられるミュトス＝真実ではない「虚構」、ロゴス＝知性や理性に裏打ちされた「真理」へ逆転した転換点は、ギリシア民主制の誕生にある。市民が話し合いながら政治を進める体制では、必要な議論は神がかった詩人の言葉ではなく、理性や知性を働かせ、相手を説得する言葉でなければならない。これを背景に、ロゴスこそが真実という概念が固められ、相反してミュトスが虚偽の意味合いを持つようになった。
比喩的な用法では根拠も無く絶対的事実だと思われている事象を例えて用いる言葉にも使われ、「『安全神話』（safety myth）が崩れた」といった例で使われる場合もある。これらは、現実が隠蔽され、人々の考え方や行動が何かしら誤った方向に固定化してしまった「常識」ともいえる。

## 「神話」という語
日本の古典には、「神語（かんがたり）」という語はあるが、「神話」という語はない。これは明治20年代に、英語の「myth」を「神話」と日本語に翻訳した事で用いられる様になった翻訳漢字であり、中国や朝鮮の古典にもない言葉である。これは本来、神話と呼ばれるものが語られるものであって、文字によって書き残されるようになったのは後であるためとされる。したがって『神話』という日本語は、近代から用いられる様になった比較的新しい語である。

## 各国一覧
- 日本神話／アイヌ神話（厳密には地域）／琉球神話
- 中国神話
- 朝鮮神話
- インド神話／仏教神話(en)
- アラビア神話
- イラン神話
- バビロニア神話
- メソポタミア神話
- ウガリット神話
- ギリシャ神話
- ローマ神話
- ケルト神話
- ゲルマン神話／北欧神話
- スラヴ神話
- コーカサス神話
- フィンランド神話
- エジプト神話
- マヤ神話
- アステカ神話
- インカ神話
- ハワイ神話
- ポリネシア神話
- テュルク神話（英語: Turkic mythology）
- 西アフリカ神話（英語: West African mythology）
- ヨルバ神話（英語: Yoruba religion）
- バルト神話（英語: Baltic mythology）
- クトゥルフ神話